# キャンディタイム
キャンディタイム（Candy TIME by Madison New York、キャンディタイム by マディソンニューヨーク）は、かつてアメリカのマディソンニューヨーク社が2008年に発表したファッションウォッチのブランド。日本では、2016年からミスズが総代理店をつとめていたが、その後、キャンディタイムブランドに関するサイトはすべて閉鎖された。

## 概要
世界35ヶ国、約1,400店舗で展開されていた。

## 特徴
「カラフル・プチプラ・高品質」に加え、シリコン製のベルト、軽くて防水機能つきであることが特徴である。
シリコン製ベルトは、ドイツ工業規格（ヨーロッパの最高水準）を満たしており、変色しにくく、軽くて傷がつきにくいポリカーボネートケースが使用され、内部機構は日本製クオーツムーブメント採用で、5気圧防水以上の機能がついている。
ブンデスリーガに加盟するドイツのバイエルン州ミュンヘンを本拠地とする「バイエルン・ミュンヘン」の公式ライセンスモデルである「FC バイエルン」シリーズを展開している。

## シリーズ
- オリジナル
- シャーベット
- ネオン
- FC バイエルン（FCバイエルン公式ライセンスモデル[6]）
- ブラックライン
- ジューシーグラマー
- オリジナル ミニ
- カモ
- フラワー2015
- アニマル
- ノルディックフラワー
- ダイバー
- クロノグラフ セット
- キッズ